# Атде Нухіу
Атде Нухіу (алб. Atdhe Nuhiu, нар. 29 липня 1989, Приштина) — косовський та австрійський футболіст, нападник клубу «Шеффілд Венсдей».
Виступав, зокрема, за клуби «Рід» та «Рапід» (Відень), а також національну збірну Косова.

## Клубна кар'єра

### Ранні роки
Народився 29 липня 1989 року в місті Приштина. Розпочав футбольний шлях у юнацькому футболі у клубі «Рід», а в 1999 році перейшов до «Велсу».

### Австрія
У дорослому футболі дебютував 2007 року виступами за команду клубу «Велс», яка виступала у Регіональній лізі, того сезону відіграв 30 матчів та відзначився 11-ма голами. Влітку 2008 року підписав контракт з представником австрійської Бундесліги, клубом «Аустрія Кернтен». 25 липня 2008 року дебютував за «Аустрію» у матчі Бундесліги проти ЛАСКа. Він вийшов на поле на 68-ій хвилині, замінивши Мануеля Вебера й зіграв у тому поєдинку загалом 15 хвилин. Гра завершилася з рахунком 2:3. Наприкінці серпня 2009 року на правах оренди перейшов до «Ріда».
У новому клубі залишилися задоволеними Атде. І вже 7 червня 2010 року високий нападник підписав повноцінний контракт з клубом СК «Рід» (Відень) терміном на 3 роки, при цьому в угоді була передбачена можливість продовження співпраці між сторонами ще на один рік. За Нухіу, який став уже третім новачком для «Ріда» у сезоні 2010/11 років, його рідний клуб отримав лише мізерну плату за цей трансфер.

### Оренда в Туреччині
3 липня 2012 року «Рід» оголосив, що Атде Нухіу на правах річної оренди з першочерговим правом викупу продовжить кар'єру у клубі турецької Суперліги «Ескішехірспор». 3 серпня 2012 року відзначився дебютним голом у футболці турецького клубу в місцевому чемпіонаті. На 69-ій хвилині поєдинку третього кваліфікаційного раунду Ліги Європи УЄФА 2012/13 років проти марсельського «Олімпіка» відзначився голом, завдяки чому зрівняв рахунок у матчі (1:1). 7 грудня 2012 року відзначився другим голом у футболці «Ескішехірспора» у турецькій Суперлізі. Атде відзначився на 92-ій хвилині, допомігши своїй команді зіграти в нічию (2:2) зі стамбульським «Бешікташем».

### Англія

#### Сезон 2013/14 років
25 липня 2013 року на правах вільного агента приєднався до клубу «Шеффілд Венсдей», підписавши 3-річний контракт. 3 серпня 2013 року Нухіу відзначився голом у своєму дебютному поєдинку у матчі проти «Квінз Парк Рейнджерс». 11 січня 2014 року Атде також відзначився голом у переможному (6:0) поєдинку проти «Лідс Юнайтед». 1 березня 2014 року з пенальті відзначився голом у воротах клубу «Мідлсбро» (1:0). 12 квітня 2014 року Нухіу відзначився «дублем» у воротах «Блекберн Роверз» (3:3). У тому поєдинку гравець вийшов у стартовому складі й відзначився голом на 72-ій хвилині, а другим голом відзначився вже на 5-ій, компенсованій до другого тайму, хвилині. А вже у наступному, переможному (4:2), поєдику проти «Борнмута» Атде знову відзначився голом, сталося це на 16-ій хвилині (цей влучний постріл «відкрив» рахунок у матчі). Свою гольову серію гравець продовжив у наступному, програному (2:3) поєдинку проти «Чарльтона», який відбувся 21 квітня 2014 року, в ньому Атде відзначився швидким голом уже на 3-ій хвилині поєдинку, а на 8-ій хвилині відзначився гольовим асистом на Кріса Магуайра.

#### Сезон 2014/15 років
23 серпня 2014 року Нухіу відзначився голом у переможному (3:2) поєдинку проти «Мідлсбро». В останньому турі сезону Нухіу відзначився швидким голом, який дозволив їх супернику «Вотфорду» фінішувати другим, а «Борнмуту» виграти чемпіонат. По ходу сезону з 11-ма забитими м'ячами у всіх турнірах був найкращим бомбардиром команди. Загалом за команду з Шеффілда встиг відіграти 134 матчі в національному чемпіонаті.

## Виступи за збірні
Виступав за збірну Австрії U-21, проте 10 вересня 2009 року у засобах масової інформації він зробив заяву, про те що він більше не буде виступати за Австрію, а віддасть перевагу Албанії, оскільки це його мрія — грати за команду свого народу. Окрім цього, коли Нухіу відзначився двома голами у воротах молодіжної збірної Албанії, він показово відмовився святкувати свій успіх. З цієї нагоди він почав одягати бутси червоно-чорного кольору, на знак поваги до Албанії. В одному з інтерв'ю, яке дав Атде представникам ЗМІ, він зазначив, що має намір виступати лише за Австрію, хоча й визнав факт, що він вів переговори з представниками інших футбольних асоціацій. 7 листопада 2014 року Атде Нухіу підтвердив своє бажання виступати за Австрію й заявив, що очікує від цієї збірної виклику.
18 листопада 2010 року Нухіу в одному з інтерв'ю представникам ЗМІ повідомив, що він має проблему з можливістю грати за Албанію оскільки він не має громадянства цієї країни, оскільки він має австрійське громадянство після отримання албанського паспорту він буде змушений відмовитися від останнього, так як в Австрії заборонено подвійне громадянство. У ЗМІ з'явилася інформація про те, що Джанні Де Б'язі, головний тренер збірної Албанії, викликав його на товариський матч проти Вірменії на 14 серпня, але Де Б'язі не включив його до остаточної заявки. Тим не менше, 20 серпня 2013 року у пресі з'явилося повідомлення, що Нухіу розпочав процедуру отримання албанського громадянства, для того щоб у майбутньому отримати можливість виступати за головну збірну Албанії.
19 вересня 2014 року Атде Нухіу змінив своє рішення та заявив, що він буде виступати за Косово, коли УЄФА та ФІФА остаточно визнають цю збірну. 20 вересня 2016 року Муаррем Сахіті, помічник головного тренера збірної Косова, заявив, що Атде Нухіу побував у Косово для завершення процедури отримання косовського громадянства. 4 січня 2017 року Нухіу заявив, що отримав косовський паспорт й очікує наступного виклику до збірної. 20 березня 2017 року він отримав виклик до національної збірної Косова на матч кваліфікації до Чемпіонату світу 2018 року проти Ісландії, дебютувавши у стартовому складі збірної, у тому матчі Атде відзначився дебютним голом за збірну, проте ісландці здобули перемогу з рахунком 2:1.

## Статистика виступів

### Статистика клубних виступів
| Сезон                       | Команда                     | Чемпіонат                   | Чемпіонат | Чемпіонат | Національний кубок | Національний кубок | Національний кубок | Континентальні кубки | Континентальні кубки | Континентальні кубки | Інші змагання | Інші змагання | Інші змагання | Усього | Усього |
| Сезон                       | Команда                     | Ліга                        | Ігор      | Голів     | Ліга               | Ігор               | Голів              | Ліга                 | Ігор                 | Голів                | Ліга          | Ігор          | Голів         | Ігор   | Голів  |
| --------------------------- | --------------------------- | --------------------------- | --------- | --------- | ------------------ | ------------------ | ------------------ | -------------------- | -------------------- | -------------------- | ------------- | ------------- | ------------- | ------ | ------ |
| 2006–07                     | «Велс»                      | РЛА                         | 21        | 6         | КА                 | 0                  | 0                  | -                    | -                    | -                    | -             | -             | -             | 21     | 6      |
| 2007–08                     | «Велс»                      | РЛА                         | 30        | 11        | КА                 | 0                  | 0                  | -                    | -                    | -                    | -             | -             | -             | 30     | 11     |
| Усього за «Велс»            | Усього за «Велс»            | Усього за «Велс»            | 51        | 17        |                    | 0                  | 0                  |                      | -                    | -                    |               | -             | -             | 51     | 17     |
| 2008–09                     | «Аустрія Кернтен»           | БЛ                          | 18        | 2         | КА                 | 2                  | 2                  | -                    | -                    | -                    | -             | -             | -             | 20     | 4      |
| лип.-сер. 2009              | «Аустрія Кернтен»           | БЛ                          | 3         | 0         | КА                 | 1                  | 1                  | -                    | -                    | -                    | -             | -             | -             | 4      | 1      |
| Усього за «Аустрію Кернтен» | Усього за «Аустрію Кернтен» | Усього за «Аустрію Кернтен» | 21        | 2         |                    | 3                  | 3                  |                      | -                    | -                    |               | -             | -             | 24     | 5      |
| 2009–10                     | «Рід»                       | БЛ                          | 27        | 6         | КА                 | 2                  | 0                  | -                    | -                    | -                    | -             | -             | -             | 29     | 6      |
| 2010–11                     | «Рапід» (Відень)            | БЛ                          | 28        | 5         | КА                 | 3                  | 1                  | ЛЄ                   | 8                    | 2                    | -             | -             | -             | 39     | 8      |
| 2011–12                     | «Рапід» (Відень)            | БЛ                          | 31        | 8         | КА                 | 2                  | 1                  | -                    | -                    | -                    | -             | -             | -             | 33     | 9      |
| Усього за «Рапід» (Відень)  | Усього за «Рапід» (Відень)  | Усього за «Рапід» (Відень)  | 59        | 13        |                    | 5                  | 2                  |                      | 8                    | 2                    |               | -             | -             | 72     | 17     |
| 2012–13                     | «Ескішехірспор»             | СЛ                          | 28        | 2         | КТ                 | 8                  | 0                  | ЛЄ                   | 4                    | 1                    | -             | -             | -             | 40     | 3      |
| 2013–14                     | «Шеффілд Венсдей»           | ФЛЧ                         | 38        | 8         | КА+КЛ              | 4+1                | 0                  | -                    | -                    | -                    | -             | -             | -             | 43     | 8      |
| 2014–15                     | «Шеффілд Венсдей»           | ФЛЧ                         | 43        | 8         | КА+КЛ              | 1+3                | 1+2                | -                    | -                    | -                    | -             | -             | -             | 47     | 11     |
| 2015–16                     | «Шеффілд Венсдей»           | ФЛЧ                         | 41+3      | 3+0       | КА+КЛ              | 2+4                | 1+1                | -                    | -                    | -                    | -             | -             | -             | 50     | 5      |
| 2016–17                     | «Шеффілд Венсдей»           | ФЛЧ                         | 12        | 0         | КА+КЛ              | 0+1                | 0                  | -                    | -                    | -                    | -             | -             | -             | 13     | 0      |
| Усього за «Шеффілд Венсдей» | Усього за «Шеффілд Венсдей» | Усього за «Шеффілд Венсдей» | 134+3     | 19+0      |                    | 16                 | 5                  |                      | -                    | -                    |               | -             | -             | 153    | 24     |
| Усього за кар'єру           | Усього за кар'єру           | Усього за кар'єру           | 320+3     | 59+0      |                    | 34                 | 10                 |                      | 12                   | 3                    |               | -             | -             | 369    | 72     |

### Статистика виступів за збірну
| Дата       | Місто    | Господарі | Результат | Гості    | Турнір            | Голи | Примітки |
| ---------- | -------- | --------- | --------- | -------- | ----------------- | ---- | -------- |
| 24-03-2017 | Приштина | Косово    | 1 – 2     | Ісландія | Відбір до ЧС 2018 | 1    |          |
| Усього     |          | Матчів    | 1         |          | Голів             | 1    |          |